# Hermetický řád Zlatého úsvitu

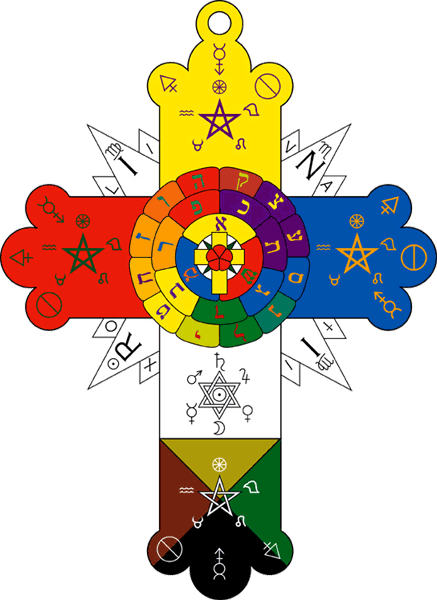
Kříž Zlatého úsvitu.

Hermetický řád Zlatého úsvitu (anglicky Hermetic Order of the Golden Dawn) byl esoterický, později i magický, iniciační řád založený v březnu 1888 a nejvýznamnější organizace svého druhu konce 19. století a počátku 20. století. Jeho původ je úzce svázán se svobodným zednářstvím, především však se samozvanými či kvazizednářskými skupinami jež kvetly v 60. letech 19. století, z kterého řád přejal svoji organizační a rituální strukturu, zatímco symbolika a učení řádu byla přejata z esoterických zdrojů, kromě toho se projevil také vliv rosekruciánství a Teosofické společnosti.

## Historie
Přímým předchůdcem řádu byla Societas Rosicruciana, kombinující zednářství a rosekruciánství, respektive její anglická pobočka založená roku 1867, jejíž někteří členové chtěli vytvořit skupinu kde by se mohly věnovat více okultismu a magii. K nejvýznamnějším postavám počátku organizace patřil Kenneth Mackenzie, jež v ní kladl důraz na praktickou stránku a otevřel řád ženám, ale zemřel v roce 1886, tedy ještě před samotným založením. Jeho rukopisy obsahující zárodky rituálů Zlatého úsvitu poté nalezel William Wynn Westcott, který je sdílel se Samuelem Lidell Mathersem, přičemž všechny tři zmiňované osobnosti byli členy zasvěceni podle různých obskurních zednářských ritů. Westcott s Mathersem se svými aktivity mimo jiné pokoušeli propagovat západní esoterismus, včetně hermetismu, z velké části ignorovaný či odmítány Teosofickou společnosti, která v té představovala nejvlivnější esoterickou organizaci. Westcott zároveň však byl členem Teosofické společnosti a učení a praxe Zlatého úsvitu obsahovala i prvky východního esoterismu. Posléze byl v roce 1988 v Londýně založen chrám Isis-Urania a s ním celý řád. Tito dva muži, společně s hebraistou a kabalistou Williamem Robertem Woodmanem, stanuli v čele řádu.
Postup členů v hierarchii řádu byl úzce svázán s ideou kabalistického Stromu života a zároveň inspirován strukturou užívanou v Řádu zlatého a růžového kříže založeného v 50. letech 18. století v Německu, zatímco tituly členů zodpovědných za řízení obřadů byly převzaty z eleusinských mystérií. Během roku 1888 byl ještě založen chrám Osiris v Somersetu a Horus v Bradfordu, přičemž členy řádu se stalo padesát jedna mužů a devět žen. Další rozvoj Zlatého úsvitu poznamenal zákaz členům Teosofické společnosti vstupovat do jiných esoterických organizací vydaný Helenou Blavatskou, ale přesto členstvo stabilně rostlo a roku 1893 byl založen chrám Amen Ra v Edinburghu a roku 1894 chrám Ahathoor v Paříži. Členové řádu byly vzděláni v hebrejském písmu, kabale, alchymii, ale také v tarotu, astrologii a dalších formách věštění. Studium a praktikování magie pak bylo omezeno na adepty – členy „druhého řádu“ zvaného Roseae Rubeae et Aureae Crucis, kteří prošli prvními stupni v rámci Zlatého úsvitu. V roce 1898 měla organizace okolo dvě stě padesáti členů, z čehož přibližně sto bylo členy druhého řádu. Většina se rekrutovala z vyšší střední třídy a z řád umělců, významnou pozici také zaujímaly ženy, ačkoliv jich byl přibližně poloviční počet oproti mužům tak v rámci řádu postupovaly rychleji.
Po Woodmanově smrti v roce 1891 zůstalo vedení řádu v rukou Westcotta a Matherse, přičemž první v rukou prvního se nacházela především vnější část organizace a v rukou druhého vnitřní – Roseae Rubeae et Aureae Crucis. V téže době se však objevily spory týkající se Mathersova autoritativního způsobu vedení a postavení žen v řádu, které vyvrcholily opuštěním organizace Annie Horniman, která do té doby byla také významnou mecenáškou Zlatého úsvitu. Od roku 1897 také klesalo Westcottovo zapojení do aktivit řádu a roku 1900 byl Westcott Mathersen veřejně obviněn že materiály týkajících se počátků a předchůdců řádu jsou padělkem, přičemž však nepodal žádné důkazy a odpor budilo také jeho zvýhodňování Aleistera Crowleyho. Nakonec byl Mathers ostatními členy z řádu vyloučen. Následně proběhly spory mezi Florence Farr, zastávající více uvolněný názor na práci v řádu, a Annie Horniman, jež se stala opět členkou, společně s Williamem B. Yeatsem, kteří si přáli zachovat původní přísná pravidla, což vedlo k rozpadu řádu v roce 1903.
Členové řádu inklinující více k mystice než k magii podporovali A. E. Waiteho, který 1903 ovládl chrám Isis-Urania a založil Independent and Rectified Rite „Nezávislý a opravený ritus”, s výrazně křesťanským zaměřením. R. W. Felkin a J. W. Brodie-Innes se stali vůdci magicky zaměřených členů a založili řád Stella Matutina, zatímco Mathers žijící v Paříži založil řád Alpha et Omega.

## Významní členové
- Edward Berridge, lékař a homeopat[1]
- John William Brodie-Innes – právník[1]
- Aleister Crowley – esoterik a spisovatel, zakladatel thelémy
- Florence Farr – herečka, skladatelka, spisovatelka a bojovnice za ženská práva[1]
- Robert William Felkin – misionář, lékař a antropolog[1]
- Annie Horniman – mecenáška a manažerka v oboru divadelnictví[1]
- William Forsell Kirby – entomolog a folklorista[1]
- Arthur Machen – spisovatel[3]
- Mina Mathers, rozená Mina Bergson, umělkyně, manželka Samuela Matherse, sestra filosofa Henriho Bergsona[1]
- Edith Nesbit (1858-1924), rodným jménem Edith Bland, anglická spisovatelka.[4]
- Henry Paget – markýz z Anglesey[5]
- William Peck – astronom[1]
- William Sharp, básník spisovatel, známý pod jménem „Fiona MacLeod“[5]
- Arthur Edward Waite – básník, spolutvůrce Rider-Waite tarotu[1]
- Charles Williams – básník, lterární kritik a teolog[3]
- William Butler Yeats – básník a nositel Nobelovy ceny za literaturu[2]